# Arnaud Fleurent-Didier
Pour les articles homonymes, voir Fleurent.
Arnaud Fleurent-Didier, né à Paris le 26 juin 1974, est un musicien, chanteur et acteur français.

## Biographie
C'est en décidant de compiler ses chansons d'adolescents (Chansons Originales, 1995), que son groupe se fait remarquer et baptiser Notre-Dame par le magazine Magic, la chanson éponyme signée Maxime Cannesson ouvrant le disque, et le groupe refusant de se trouver un nom.
S'ensuivra une sortie au Japon, et la possibilité pour Arnaud de sortir sous ce nom son premier album solo Chansons Françaises en 1998 sur un label japonais.
L'album suivant Portrait du Jeune Homme en Artiste (clin d'œil au roman de James Joyce Portrait de l'artiste en jeune homme) est signé de son nom.
Pour sa promotion, en 2003, il conçoit avec le label French Touche le format chansonpoche (single sur CD-carte). Développé en indépendant, ce portrait est sa première production distribuée en France (French Touche / Discograph).
Un monde meilleur…, mise en musique du discours prononcé par Dominique de Villepin à la tribune de l'ONU le 14 février 2003, déclenche un début de notoriété, mais va également le cataloguer « chanteur de droite », (un statut dont il se défend, malgré des déclarations telles que « Après Cali, tu es forcément de droite » ou « j'ai voté Bayrou en 2007 »).
Il compose la musique d'un film scandinave Thomas Hylland Eriksen og historien om origamijenta (The Professor and the Story of the Origami Girl), réalisé en 2005.
C'est son troisième album sorti le 4 janvier 2010, La Reproduction (Columbia / Sony Music), qui le fait connaître à un public plus large.
Musicalement, Arnaud Fleurent-Didier est l'héritier[Interprétation personnelle ?] direct d'artistes tels que Burt Bacharach, Michel Legrand, mais aussi, William Sheller, voire Michel Berger. Quant à ses textes, loin de se cantonner au seul domaine sentimental, ils évoquent des sujets plus profonds tels que les rapports parents-enfants (Si on se dit pas tout), le rapport au passé (Mai 68 ou l'Occupation dans Mémé 68), sans exclure la légèreté et l'humour (Risotto aux courgettes).
Il est sélectionné pour le prix Constantin 2010 pour La Reproduction, mais ne remporte pas de récompense.
Arnaud Fleurent-Didier est invité  au MOMA, Musée d’Art Moderne et Contemporain de New-York le 19 août 2010. Il y présente son dernier album La Reproduction. Deux autres concerts sont prévus à New-York, le 20 août au Zébulon à Brooklyn et le 21 août au Barbès à Park Slope. 
Sa chanson France Culture a été traduite et adaptée sur le net. Elle est réinterprétée en allemand par Dorothée de Koon. Une version en norvégien est utilisée dans la bande originale du film Oslo, 31 août.
En mai 2015, il dévoile un nouveau titre Un homme et deux femmes, chanson d'un film imaginaire de Loïc Jouan avec Frédérique Bel, Dorothée de Koon et Charlotte Fox, selon le générique réalisé, qui rappelle le style des films des années 1970.
En mai 2016, il propose le titre Le Reste tu devines, accompagné d'un clip dans lequel apparaît Isabelle Huppert. Le titre est une adaptation en français de Ride Like The Wind de Christopher Cross.
Il interprète son propre rôle dans le film Bonheur académie d'Alain Della Negra et Kaori Kinoshita, sorti en 2017.

## Discographie
- 1995 : Notre-Dame / Chansons originales
- 1998 : Notre-Dame / Chansons françaises
- 2003 : Portrait du jeune homme en artiste
- 2010 : La Reproduction

### En collaboration
- 2002 : Comment l'amour est mort, avec Ema Derton

### Simples
- Sur ton répondeur (1999)
- Mon disque dort (2004)
- Un monde meilleur... (2005)
- France Culture (2009)
- Reproductions (2010)
- Je vais au cinéma (2010)
- Un homme et deux femmes (2015)
- Le reste tu devines (2016)

### Musiques de films
- 2005 :  The Professor and the Story of the Origami Girl (Thomas Hylland Eriksen og historien om origamijenta)
- 2017 :  Bonheur académie, avec Dorothée de Koon
- 2018 :  L'Amour flou, de Romane Bohringer et Philippe Rebbot
- 2018 :  Barn, de Dag Johan Haugerud

## Filmographie
- 2017 : Bonheur académie de Alain Della Negra et Kaori Kinoshita : le chanteur

## Récompenses et distinctions
- Prix Amanda 2020 dans la catégorie meilleure musique originale pour Barn (avec Peder Kjellsby)